# Leo-Cedarville
Leo-Cedarville és una població dels Estats Units a l'estat d'Indiana. Segons el cens estimat d'Indiana de juliol del 2009, tenia 2.949 habitants.

## Demografia
Segons el cens del 2000, Leo-Cedarville tenia 2.782 habitants, 922 habitatges, i 778 famílies. La densitat de població era de 288 habitants/km².
Dels 922 habitatges en un 47,3% hi vivien nens de menys de 18 anys, en un 76,2% hi vivien parelles casades, en un 5,7% dones solteres, i en un 15,6% no eren unitats familiars. En el 13% dels habitatges hi vivien persones soles el 5,5% de les quals corresponia a persones de 65 anys o més que vivien soles. El nombre mitjà de persones vivint en cada habitatge era de 3,02 i el nombre mitjà de persones que vivien en cada família era de 3,33.
Per edats la població es repartia de la següent manera: un 32,9% tenia menys de 18 anys, un 6,2% entre 18 i 24, un 32,6% entre 25 i 44, un 19,9% de 45 a 60 i un 8,4% 65 anys o més.
L'edat mediana era de 34 anys. Per cada 100 dones de 18 o més anys hi havia 98,5 homes.
La renda mediana per habitatge era de 66.652$ i la renda mediana per família de 70.750$. Els homes tenien una renda mediana de 48.438$ mentre que les dones 25.552$. La renda per capita de la població era de 22.170$. Entorn de l'1% de les famílies i l'1,2% de la població estaven per davall del llindar de pobresa.

## Poblacions més properes
El següent diagrama mostra les poblacions més properes.